# Friedrich Endemann
Friedrich Endemann, född 24 maj 1857, död 31 oktober 1936, var en tysk rättslärd. Han var son till Wilhelm Endemann.
Endemann blev professor i Berlin 1888, i Königsberg 1892, i Halle 1895, samt i Heidelberg 1904–1924. Endemann var den förste, som gjorde den nya tyska civillagboken till föremål för en systematisk behandling i den mycket använda Lehrbuch des bürgerlichen Rechts (3 band, 9:e upplagan 1922).